# Giải thưởng phim truyền hình Hàn Quốc lần thứ nhất
Giải thưởng phim truyền hình Hàn Quốc lần thứ nhất (tiếng Hàn: 코리아 드라마 어워즈) là một lễ trao giải cho những bộ phim truyền hình xuất sắc của Hàn Quốc diễn ra tại Jinju, Nam Gyeongsang vào tháng 9 năm 2007. Đề cử là những bộ phim Hàn Quốc phát sóng từ 1/10, 2006 đến 30/9, 2007.

## Đề cử và kết quả
(Người giành giải được in đậm)
| Grand Prize (Daesang) | Phim xuất sắc nhất                                                   |
| --- | -------------------------------------------------------------------- |
| - Kim Hee-ae - Người tình của chồng tôi - Yoo Dong-geun - Yeon Gaesomun                                                                           | - Truyền thuyết Jumong (MBC)                                         |
| Đạo diễn xuất sắc nhất | Nam diễn viên xuất sắc nhất                                          |
| - Kim Byung-wook - Gia đình là số một | - Kim Sang-joong - Người tình của chồng tôi                          |
| Giải cư dân mạng yêu thích nhất | Phim hay nhất theo bình chọn khán giả châu Á                         |
| - Kim Dong-wook - Quán cà phê hoàng tử - Kim Jae-wook - Quán cà phê hoàng tử - Lee Eon - Quán cà phê hoàng tử - Lee Han-wi - Quán cà phê hoàng tử | - Nhân viên siêu hạng                                                |
| Giải thành tựu | Giải thưởng đặc biệt                                                 |
| - Lee Soon-jae - Gia đình là số một | - Kim Yeong-cheol - How Much Love? - Yang Jung-a - Here Comes Ajumma |